# Gerberoy
Gerberoy ist eine französische Gemeinde mit 86 Einwohnern (Stand 1. Januar 2022) im Département Oise in der Region Hauts-de-France. Sie gehört zum Arrondissement Beauvais und zum Kanton Grandvilliers.
Gerberoy ist als eines der Plus beaux villages de France (schönste Dörfer Frankreichs) klassifiziert.

## Lage
Die Gemeinde Gerberoy liegt im Osten der Heckenlandschaft Pays de Bray auf einem Hügel 50 m über dem Fluss Thérain, 20 Kilometer nordwestlich von Beauvais.

## Herkunft des Ortsnamens
Gerboredum 1015, germanischer Personenname: Gerbold und Keltisch rito- Furt (z. B.: Kymrisch rhyd Furt). Dieses Wort hat auf Pikardisch als roy (z. B. im Dorfnamen Roy-Boissy zehn Kilometer weit von Gerberoy) sehr lange überlebt. Viele gallische Städte enthielten das Sprachelement rito-: Augustoritum (Limoges), Novioritum (Niort) usw.

## Geschichte
885 ließ Foulques, erster Herr von Gerberoy, Vasall des Grafen von Beauvais, die erste steinerne Burg bauen, und ersetzte damit eine aus Holz. 912 erlangte durch den Vertrag von Saint-Clair-sur-Epte die Festung, die an der normannischen Grenze lag, strategische Bedeutung.
Ende Januar oder Anfang Februar 1079 traf Wilhelm der Eroberer bei Gerberoy auf seinen aufständischen Sohn Robert Courteouse, der sich in der Burg verschanzt hatte; bei einem Ausfall wurde Wilhelm verwundet. Während des Hundertjährigen Kriegs fand 1435 hier die Schlacht von Gerberoy statt. Im Zuge der Französischen Revolution wurde Gerberoy 1793 aus antiroyalistischen Gründen in Gerbe la Montagne umbenannt, weil „-roy“ (mod. roi) als „König“ interpretiert wurde.
Heute hat der Ort vor allem touristische Bedeutung.

### Bevölkerungsentwicklung
| Jahr                       | 1962 | 1968 | 1975 | 1982 | 1990 | 1999 | 2006 | 2014 | 2021 |
| -------------------------- | ---- | ---- | ---- | ---- | ---- | ---- | ---- | ---- | ---- |
| Einwohner                  | 133  | 113  | 108  | 108  | 136  | 111  | 95   | 91   | 82   |
| Quellen: Cassini und INSEE |      |      |      |      |      |      |      |      |      |

## Sehenswürdigkeiten
- Park Jardins Henri Le Sidaner
- Stiftskirche Saint-Pierre, 11. und 15. Jahrhundert
- Rathaus, 18. Jahrhundert
- Wassermühle
- Ortsmuseum

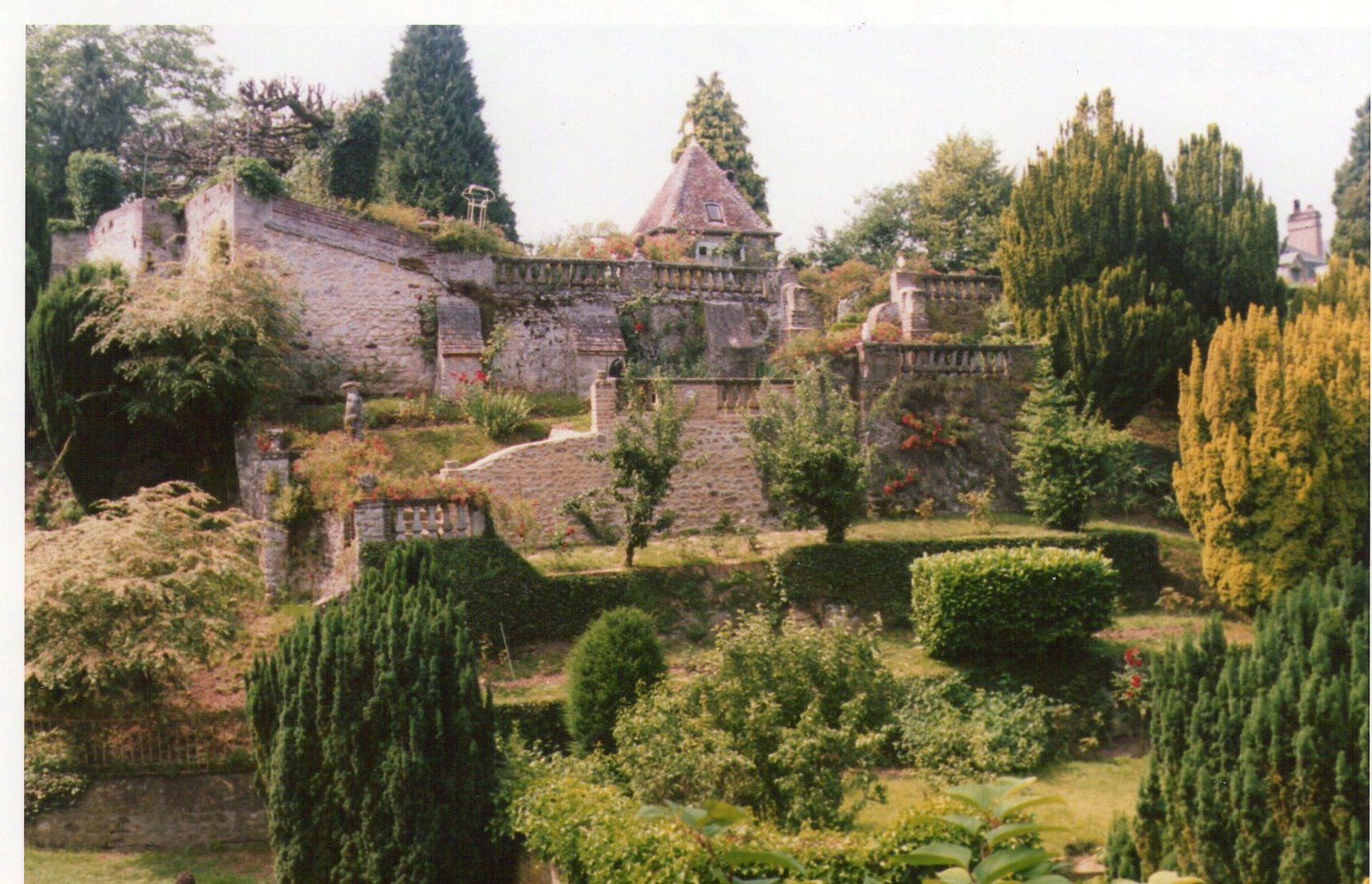
Jardins Henri Le Sidaner
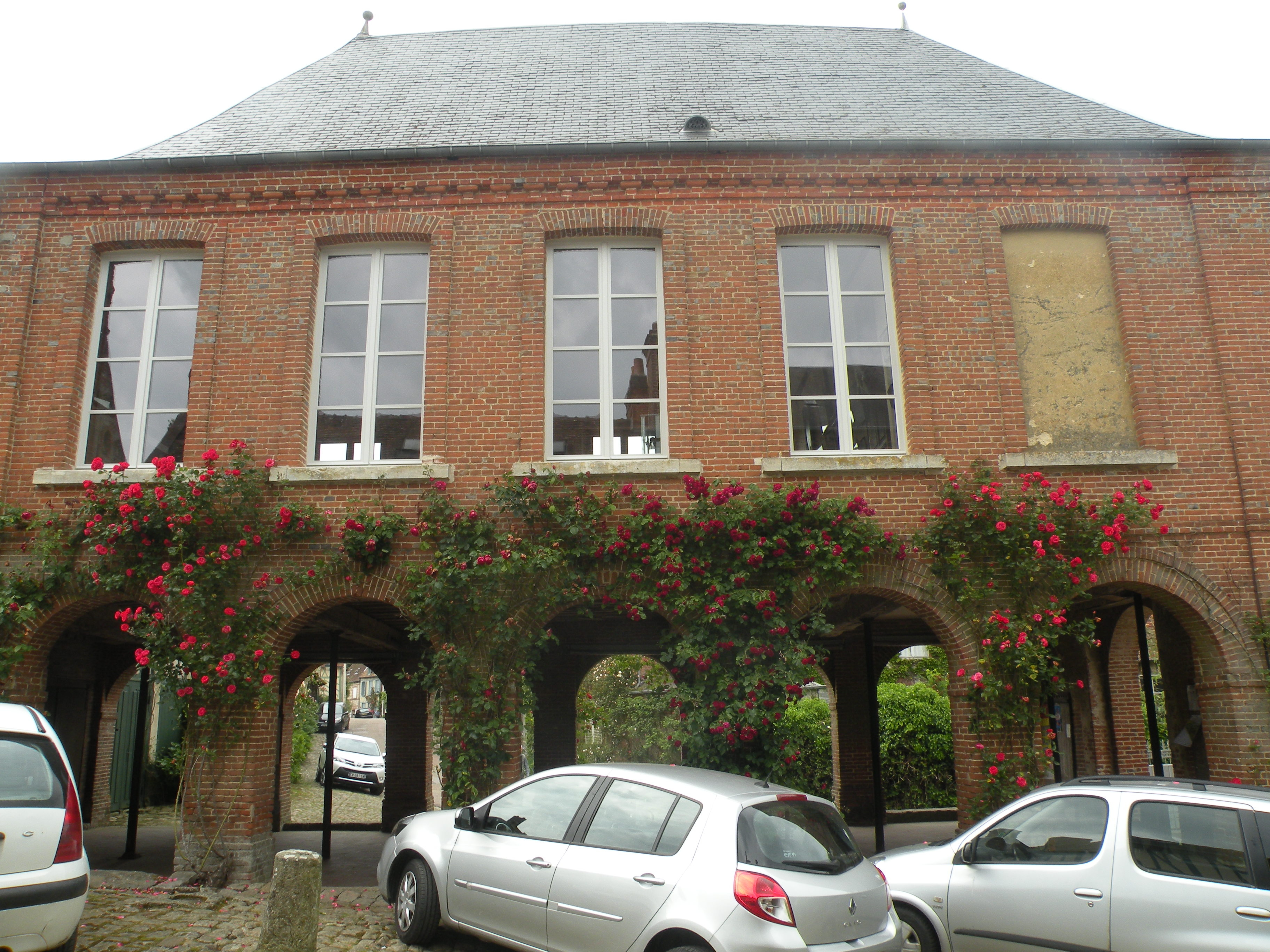
Ehemalige Markthalle
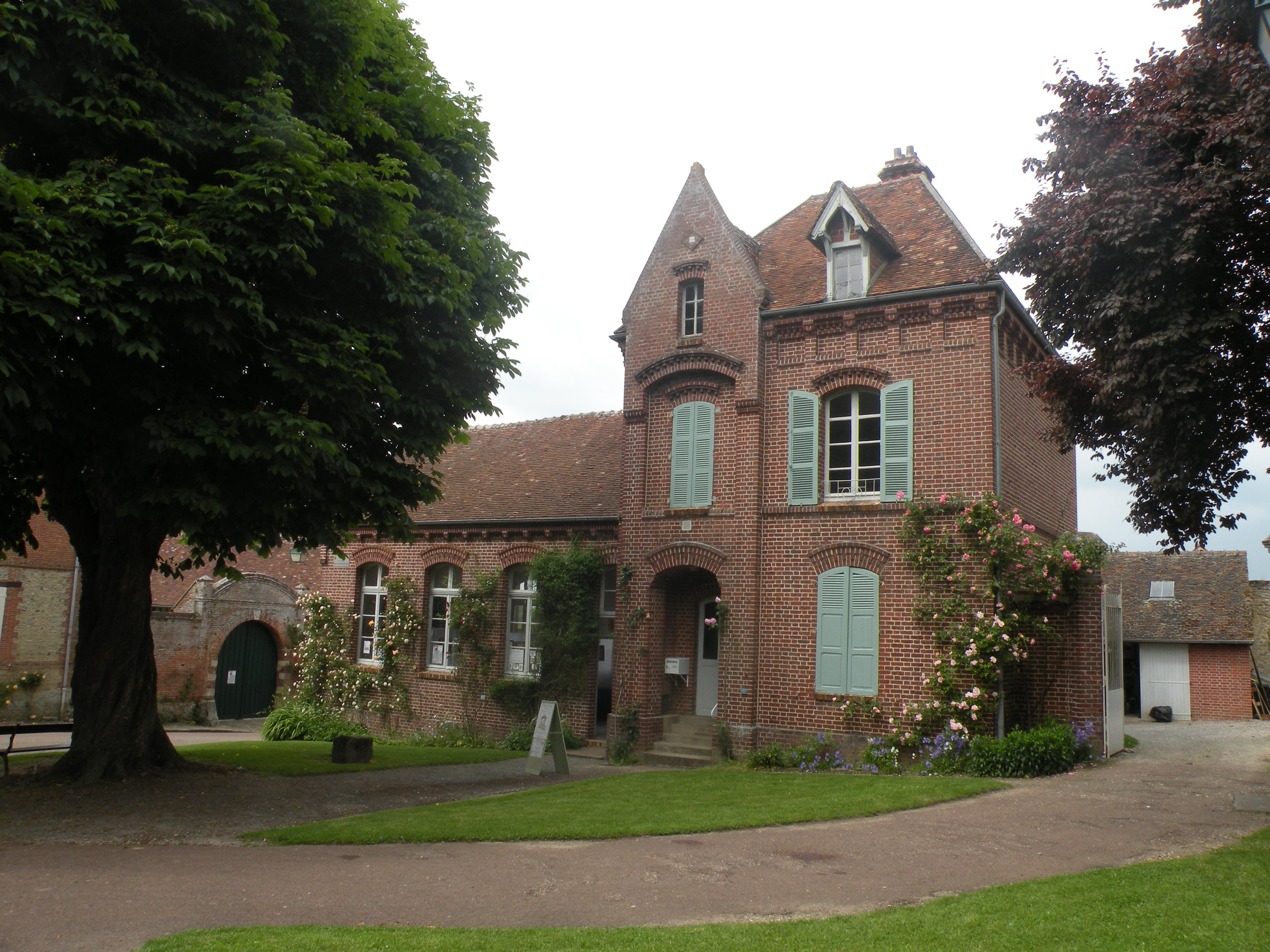
Rathaus
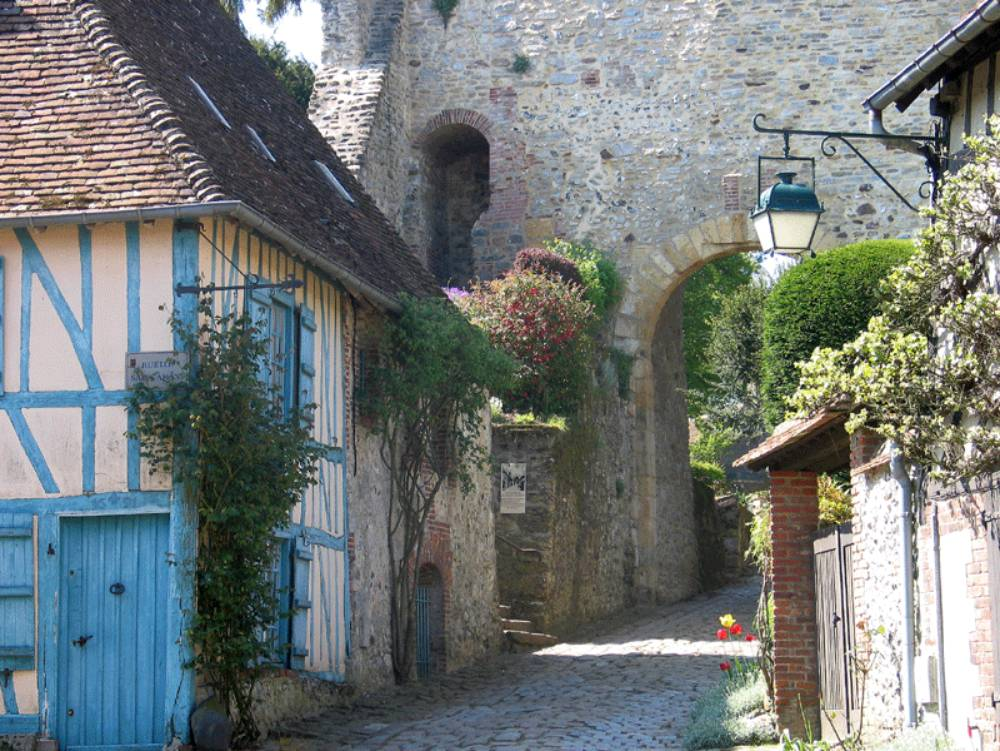
Aufstieg zum Schloss
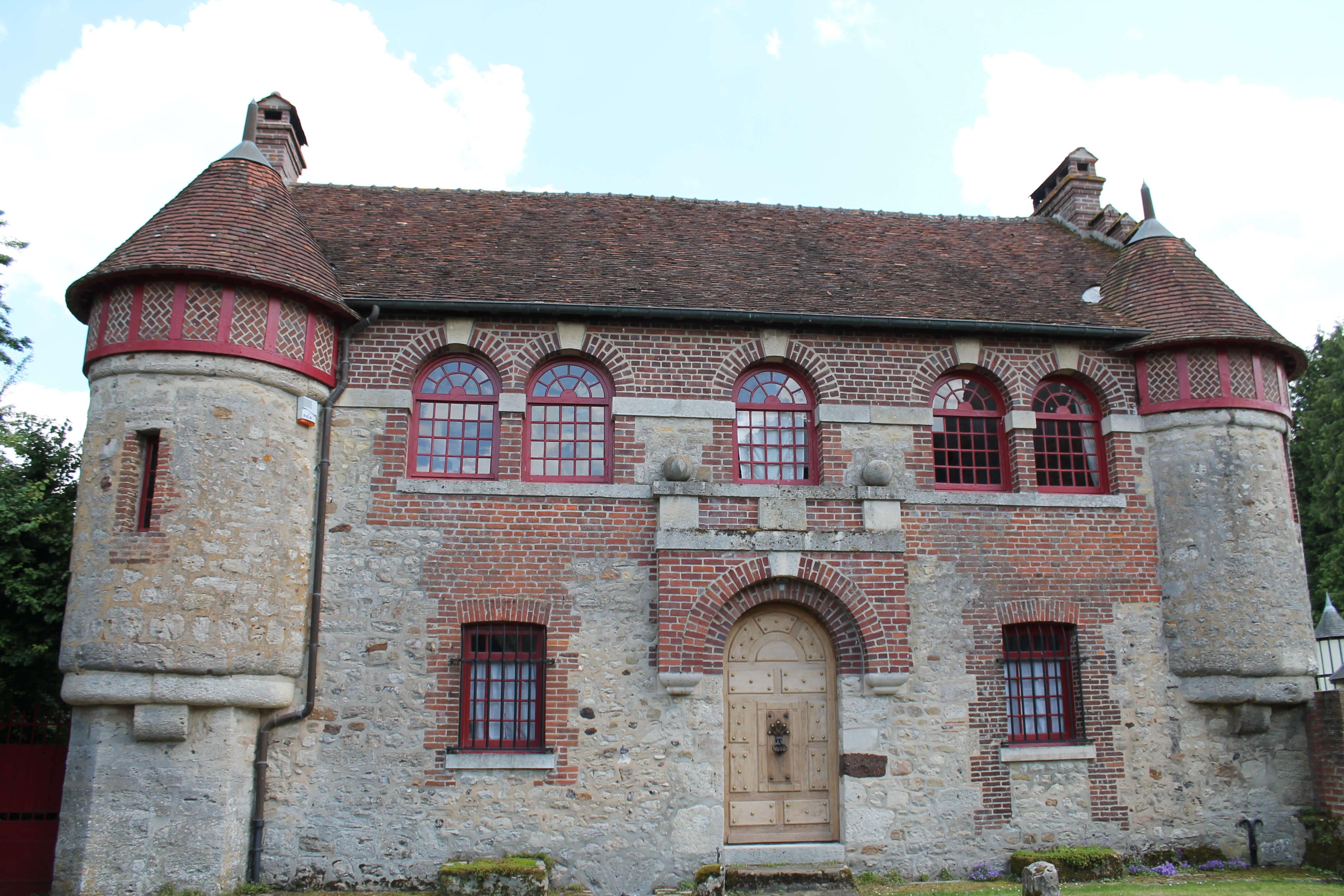
Alte Wassermühle
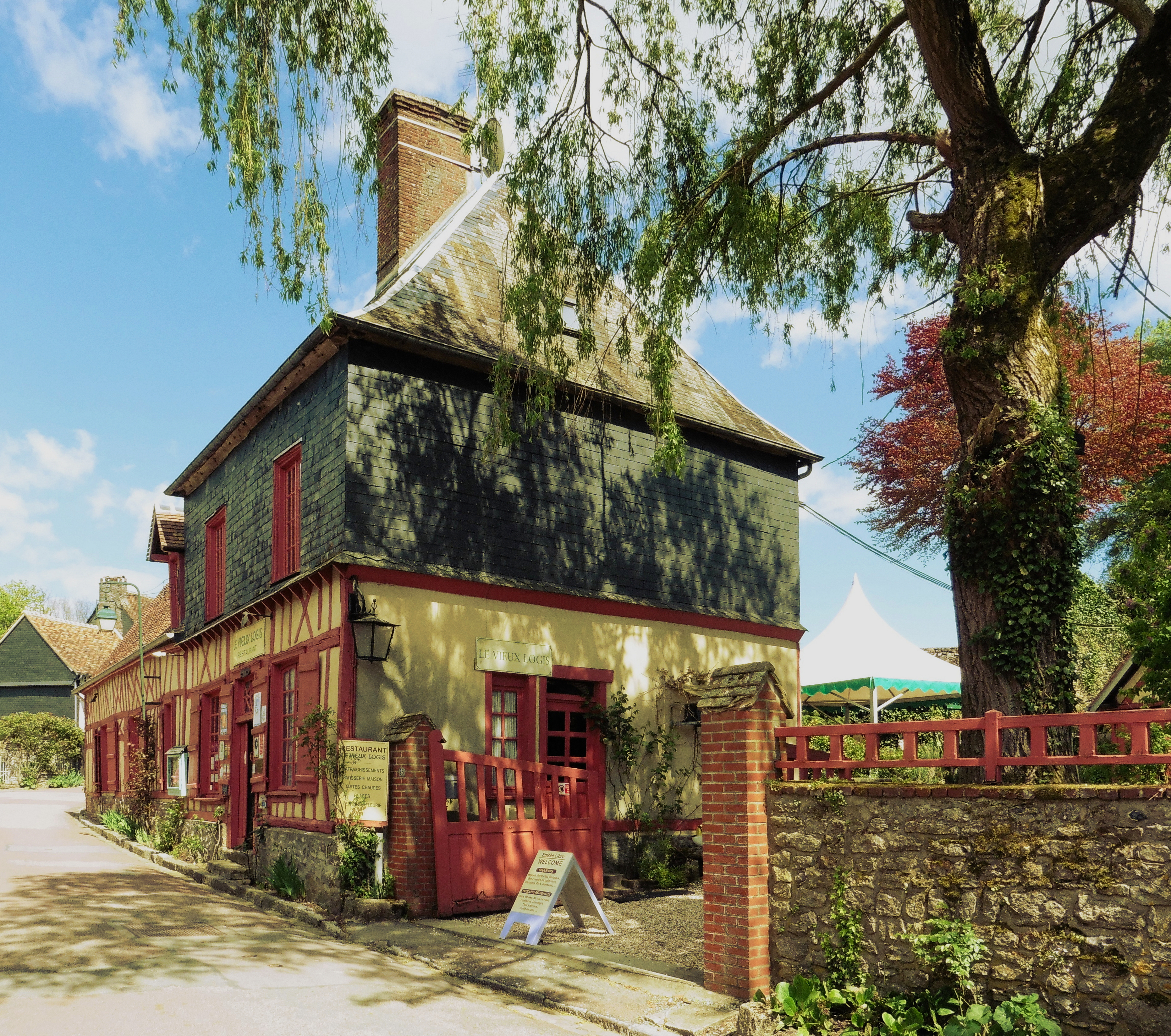
Restaurant „Le Vieux Logis“
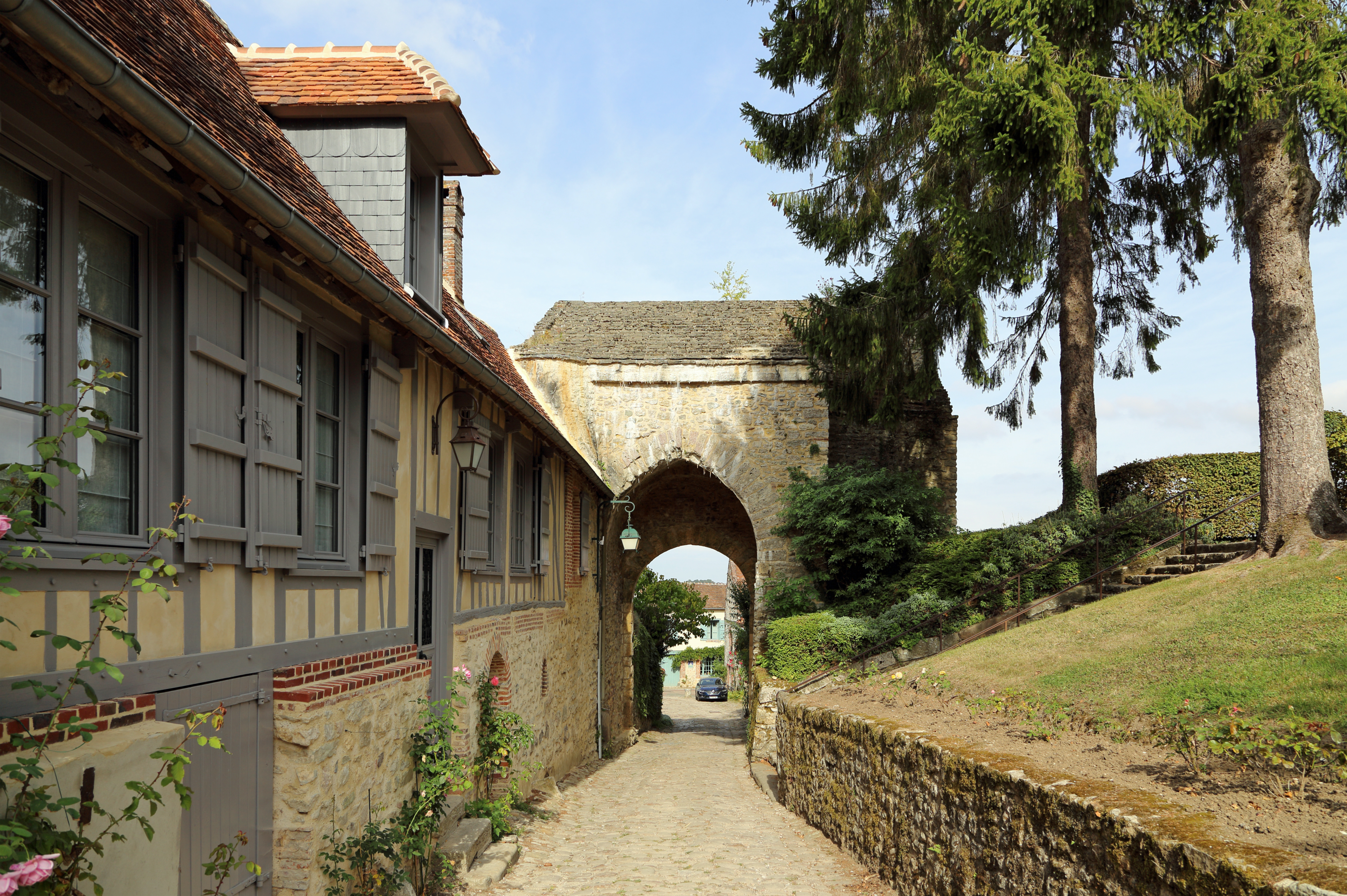
Alter Torturm
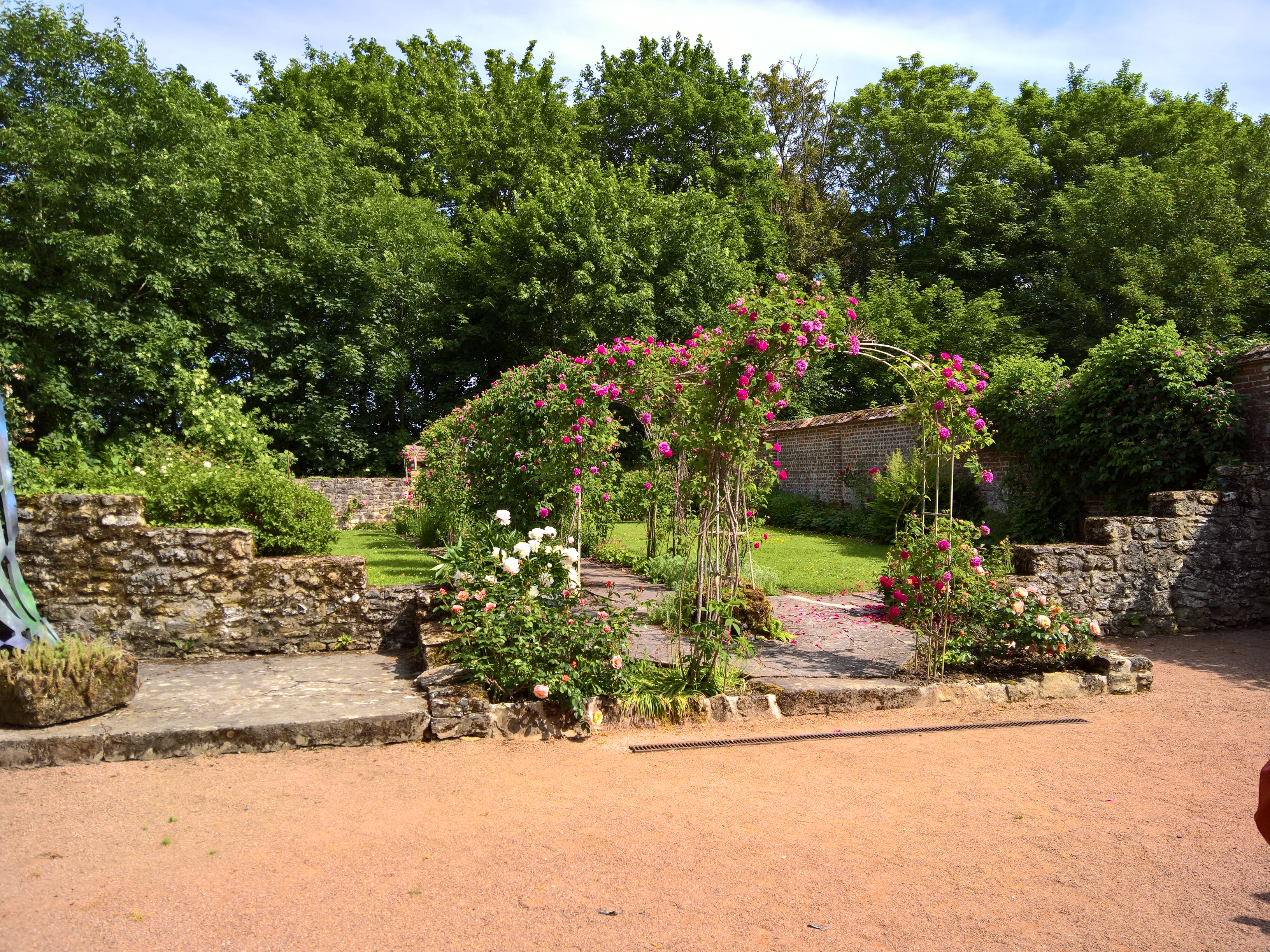
Rosengarten am Tourismusbüro

## Persönlichkeiten
- Eustache du Caurroy (1549–1609), Komponist, geboren in Gerberoy
- Henri Le Sidaner (1862–1939), Maler, wohnte von 1901 bis 1939 in Gerberoy
- Jean Tardieu (1903–1995), Dichter und Dramatiker, wohnte von 1980 bis 1995 in Gerberoy